# Jorge Eiró
Jorge Leal Eiró da Silva (Belém, 1960) é um artista plástico e professor universitário brasileiro. É membro do Conselho de Curadores da Galeria de Arte da Universidade da Amazônia (Unama) e do Museu de Arte do Centro Cultural Brasil-Estados Unidos (CCBEU), e atualmente dirige a Casa da Memória da Unama.

## Biografia
Parte da geração de artistas paraenses da década de 1980, Jorge Eiró graduou-se em arquitetura pela Universidade Federal do Pará (UFPA), instituição na qual também formou-se mestre e doutor em Educação e onde leciona na pós-graduação.

## Principais exposições coletivas
- VIII Salão Nacional (1985, Rio de Janeiro)[2]
- 40º Salão de Arte Contemporânea de Pernambuco (1987, Recife)[2]
- "Art in Paradise" (1992, Miami e Washington DC)[2]
- "Graphos" (1993, Brasília)[2]
- "Painel da Arte Contemporânea Brasileira" (1994, São Paulo)[2]
- "Pará Hoje" (1996, Belém, Fortaleza e Brasília)[2]
- "Dentro/Fora" (2002, São Paulo)[2]

## Principais mostras individuais
- Jorge Eiró (1987)[2]
- "Solo" (1990)[2]
- "Idade Mídia" (1994)[2]
- "Exegese" (1996)[2]
- "Cartografias" (2002)[2]
- "Labirinto Líquido" (2004)[2]
- "Companhia de Jorge Azulejaria" (2010)[1]